# Chilothorax aljibei
Chilothorax aljibei är en skalbaggsart som beskrevs av Blanco 1986. Chilothorax aljibei ingår i släktet Chilothorax och familjen Aphodiidae. Inga underarter finns listade i Catalogue of Life.